# Ronja Bühler
Ronja Bühler (* 9. September 2002) ist eine deutsche Handballspielerin, die für den HSV Solingen-Gräfrath in der Bundesliga auflief.

## Karriere
Bühler spielte bis zum Jahr 2016 bei der SG Nebringen/Reusten. Anschließend schloss sich die Rechtshänderin der SG H2Ku Herrenberg an, bei der sie anfangs in der Jugendabteilung im Rückraum eingesetzt wurde. In der Saison 2019/20 trainierte die damalige Jugendspielerin schon bei der Zweitligamannschaft mit. In dieser Spielzeit gehörte sie gelegentlich bei Punktspielen dem Zweitligakader an, blieb jedoch ohne Einsatz. In der darauffolgenden Spielzeit, ihrem letzten Jugendjahr, gehörte Bühler zusätzlich dem Zweitligakader an. Dort wurde sie auf der Position Linksaußen eingesetzt. Im Jahr 2023 wechselte sie zum Bundesligisten HSV Solingen-Gräfrath. Im Jahr 2024 trat sie mit dem HSV Solingen-Gräfrath den Gang in die Zweitklassigkeit an. Im Sommer 2025 wird sie zur TG Nürtingen wechseln.